# Geotrogus demoflysi
Geotrogus demoflysi är en skalbaggsart som beskrevs av Baraud 1970. Geotrogus demoflysi ingår i släktet Geotrogus och familjen Melolonthidae. Inga underarter finns listade i Catalogue of Life.